# Glen of the Downs SAC
Glen of the Downs SAC este o arie protejată (arie specială de conservare — SAC, sit de importanță comunitară — SCI) din Irlanda întinsă pe o suprafață de 73,26 ha, integral pe uscat.

## Localizare
Centrul sitului Glen of the Downs SAC este situat la coordonatele 53°08′10″N 6°06′58″W / 53.135977°N 6.116243°V.

## Înființare
Situl Glen of the Downs SAC a fost declarat sit de importanță comunitară în mai 1998 pentru a proteja . Situl a fost protejat și ca arie specială de conservare în octombrie 2019.

## Biodiversitate
Situată în ecoregiunea atlantică, aria protejată conține 1 habitat natural: Păduri de stejar sesil bătrân cu Ilex și Blechnum în Insulele Britanice.
La baza desemnării sitului se află un număr nedeclarat de specii protejate:
Pe lângă speciile protejate, pe teritoriul sitului au mai fost identificate 10 specii de plante, 6 specii de păsări, 1 specie de mamifere, 9 specii de nevertebrate.